# Strangolagalli
Strangolagalli ist eine italienische Gemeinde in der Provinz Frosinone in der Region Latium mit 2274 Einwohnern (Stand 31. Dezember 2023). Sie liegt 103 km südöstlich von Rom und 18 km südöstlich von Frosinone.

## Geographie
Strangolagalli liegt in der Hügellandschaft der Ciociaria.
Die Nachbargemeinden sind Arce, Boville Ernica, Ceprano, Monte San Giovanni Campano und Ripi.

## Bevölkerungsentwicklung
| Jahr      | 1871 | 1881 | 1901 | 1921 | 1936 | 1951 | 1971 | 1991 | 2001 |
| --------- | ---- | ---- | ---- | ---- | ---- | ---- | ---- | ---- | ---- |
| Einwohner | 1400 | 1171 | 1688 | 2075 | 2352 | 2820 | 2087 | 2536 | 2503 |

Quelle: ISTAT

## Politik
Antonio De Vellis (Bürgerliste) wurde im Juni 2004 zum Bürgermeister gewählt. Seit dem 26. Mai 2014 übt Giovanni Vincenzi dieses Amt aus. Seit dem 26. Mai 2019 ist Roberto De Vellis neuer Bürgermeister.